# Ensembl
Ensembl je zajednički naučni projekat Evropskog Bioinformatičkog Instituta i Wellcome Trust Sanger Instituta. Ensembl projekat je započet 1999. godine u responsu na iminentno okončanje projekta za ljudski genom koji je rađen sa američkim naučnicima. Internacionalni konzorcijum se sastojao od genetičara u Kini, Francuskoj, Nemačkoj, i Velikoj Britaniji. Njegov cilj je proizvede centralizovani resurs za genetičare, molekularne biologe i druge istraživače koji se bave studiranjem genoma naše vrste i drugih kičmenjaka.
Ensembl je jedna od nekoliko lokacija za pretragu genomskih informacija. Slične baze podataka se mogu naći na NCBI i sajtu univerziteta Kalifornije u Santa Kruzu (UCSC).

## Literatura
1. ↑  Birney E, Andrews TD, Bevan P, Caccamo M, Chen Y, Clarke L, Coates G, Cuff J, Curwen V, Cutts T, Down T, Eyras E, Fernandez-Suarez XM, Gane P, Gibbins B, Gilbert J, Hammond M, Hotz HR, Iyer V, Jekosch K, Kahari A, Kasprzyk A, Keefe D, Keenan S, Lehvaslaiho H, McVicker G, Melsopp C, Meidl P, Mongin E, Pettett R, Potter S, Proctor G, Rae M, Searle S, Slater G, Smedley D, Smith J, Spooner W, Stabenau A, Stalker J, Storey R, Ureta-Vidal A, Woodwark KC, Cameron G, Durbin R, Cox A, Hubbard T, Clamp M (2004). „An overview of Ensembl”. Genome Research. 14 (5): 925—8. PMC 479121 . PMID 15078858. doi:10.1101/gr.1860604.
2. ↑  Hammond MP, Birney E (2004). „Genome information resources - developments at Ensembl”. Trends in Genetics : TIG. 20 (6): 268—72. PMID 15145580. doi:10.1016/j.tig.2004.04.002.
3. ↑  Chen Y, Cunningham F, Rios D, McLaren WM, Smith J, Pritchard B, Spudich GM, Brent S, Kulesha E, Marin-Garcia P, Smedley D, Birney E, Flicek P (2010). „Ensembl variation resources”. BMC Genomics. 11: 293. PMC 2894800 . PMID 20459805. doi:10.1186/1471-2164-11-293.

## Spoljašnje veze
- Ensembl
- Vega
- Pre-Ensembl
- Ensembl genomi
- UCSC genomski brauzer
- NCBI